# Liste der Bodendenkmale in Wietzen
In der Liste der Bodendenkmale in Wietzen sind die Bodendenkmale der niedersächsischen Gemeinde Wietzen aufgeführt. Die Quelle ist der Denkmalatlas Niedersachsen. 

Wietzen im Landkreis Nienburg

Der Stand der Liste ist der 16. Januar 2025.

## Allgemein
In den Spalten finden sich folgende Informationen des Bodendenkmales:
| Lage         | geographische Koordinaten                                                           |
| Bezeichnung  | Bezeichnung lt. Denkmalatlas                                                        |
| Beschreibung | Beschreibung lt. Denkmalatlas                                                       |
| ID           | Objekt-ID                                                                           |
| Bild         | Bild, ggf. zusätzlich mit Link zu weiteren Fotos im Medienarchiv Wikimedia Commons. |

## Wietzen
| Lage                       | Bezeichnung           | Beschreibung | ID       | Bild |
| -------------------------- | --------------------- | --- | -------- | ---- |
| 52° 43′ 54″ N, 9° 7′ 58″ O | Wietzen 15, Grabhügel | Durchmesser ca. 15 m und Höhe ca. 0,9 m, große annähernd zentrale Eingrabung von 5 × 3 m. Abgelagerter Aushub lässt den Hügel höher erscheinen. Weitere Störungen vorhanden. | 36745049 | BW   |
| 52° 42′ 18″ N, 9° 1′ 25″ O | Wietzen 24, Grabhügel | Durchmesser ca. 13 m und Höhe ca. 0,5 m, Oberfläche unregelmäßig. Ränder laufen flach aus, Kuppe verflacht.                                                                  | 49897309 | BW   |